# Heerlijkheid Beinheim
Beinheim was een heerlijkheid in de Elzas.
Beinheim behoorde sinds 1255 tot de heerlijkheid Fleckenstein. In 1402 en 1404 werd de heerlijkheid door Hendrik van Fleckenstein-Dagstuhl en zijn zoon Frederik verkocht aan het markgraafschap Baden . In 1462 werd Beinheim veroverd door het keurvorstendom Palts, waarna Baden in 1497 zijn rechten verkocht. Baden kocht de heerlijkheid in 1557 terug. In 1680 kwam de heerlijkheid onder de soevereiniteit van het koninkrijk Frankrijk van Lodewijk XIV van Frankrijk waarmee de band met het Heilige Roomse Rijk verloren ging. Baden bleef in het bezit van de heerlijkheid tot de Franse Revolutie een einde maakte aan het feodale bestel.